# Åarjel Guevtele

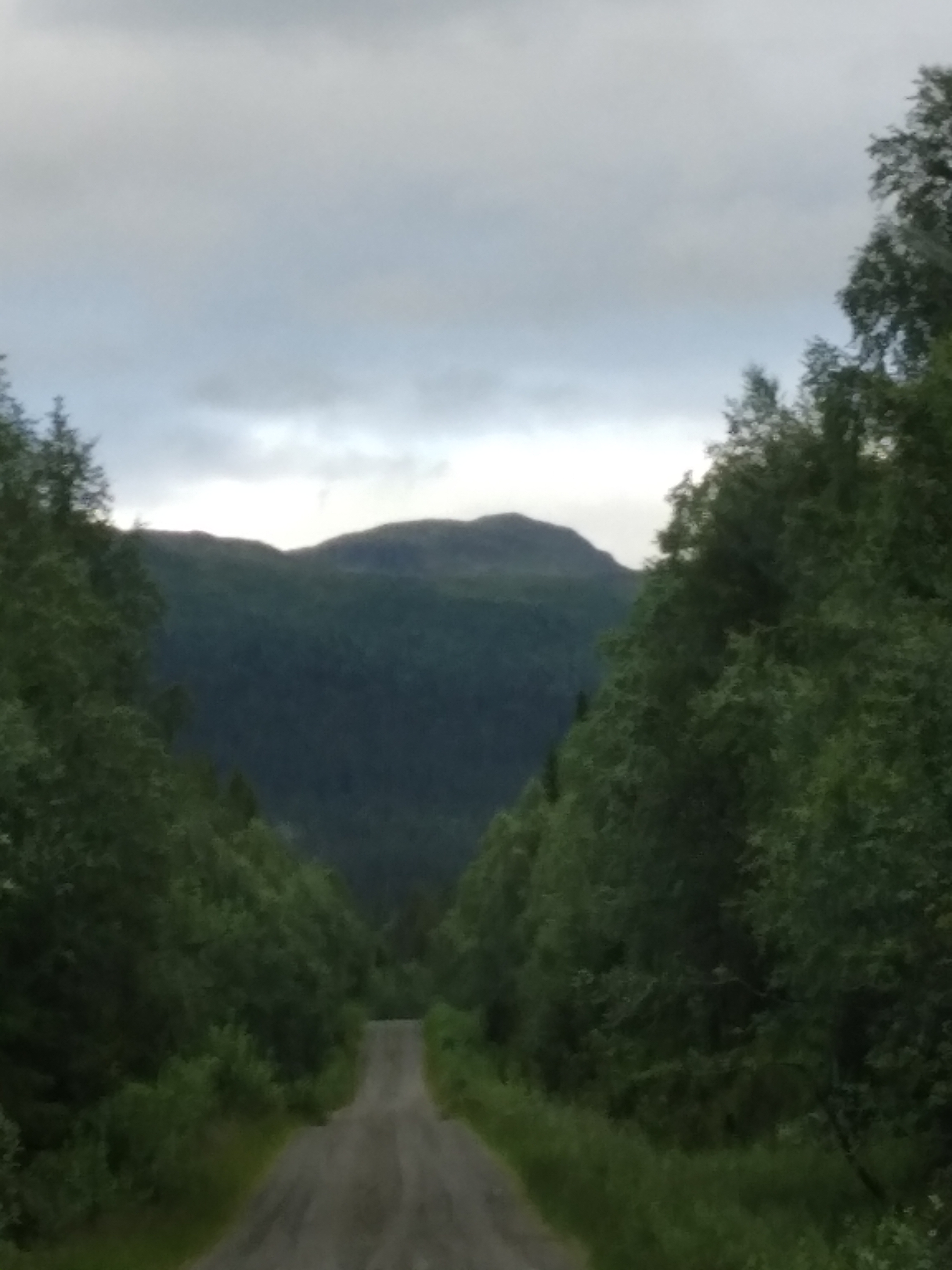
Göletstjålte på Fågelslingan

Åarjel Guevtele (enklare uttal: Årjel Guevtele, svenskt uttal: Fågelslingan) är en fjällhed i Frostvikens socken, Strömsunds kommun, Jämtlands län. Fjällheden ligger mellan Göletstjålte, Noerhte Snjaptja och Mellanskogsfjället. Fågelslingan ligger på en ungefärlig höjd runt 750-880 m.ö.h. och består även av flera sjöar, den största är Snaptjanjaure. Området går att nå genom vandringsleden från Väktarmon eller Balkesbuorke.